# قارب من يافا
قارب من يافا هي رواية للفتيان للكاتب عاطف ابو سيف، صدرت عام 2019 عن دار كتارا للنشر، تقع في مئتين وواحد وسبعين صفحة.

## ملخص الرواية
تتحدث الرواية عن مجموعة من الشبان الفلسطينيين من مدينة يافا لاجئين في مخيمات قطاع غزة، يقررون مغادرة بلادهم عن طريق البحر هرباً من الظروف القاسية التي فرضها الإحتلال الإسرائيلي عليهم.

## الجوائز
- نالت الرواية جائزة كتارا للرواية العربية عام 2018 فئة روايات الفتيان غير المنشورة.[3]